# Rosellina della landa
Rosellina del prato (in tedesco, Heidenröslein) è una breve poesia tedesca di origine popolare trascritta dal celebre scrittore Johann Wolfgang von Goethe nel 1771 e messa in musica come Lied dal compositore Franz Schubert nel 1815.
Il Lied è composto da tre stanze e racconta di un bambino che trova una rosa e la vuole cogliere nonostante lei gli dica che lo pungerà; lui continua nel suo intento e si punge.
La dolce pena è una delle caratteristiche principali dello Sturm und Drang del quale Goethe era un celebre esponente.

## Curiosità
I Rammstein, gruppo industrial metal tedesco, hanno ripreso e modificato il testo di questo Lied, che racconta in allegoria l'amore tra uomo e donna,  per il loro singolo Rosenrot.

## Testo
Sah ein Knab ein Röslein stehn,
Röslein auf der Heiden,
War so jung und morgenschön,
Lief er schnell, es nah zu sehn,
Sah's mit vielen Freuden.
Röslein, Röslein, Röslein rot,
Röslein auf der Heiden.
Knabe sprach: Ich breche dich,
Röslein auf der Heiden!
Röslein sprach: Ich steche dich,
Daß du ewig denkst an mich,
Und ich will's nicht leiden.
Röslein, Röslein, Röslein rot,
Röslein auf der Heiden.
Und der wilde Knabe brach
Röslein auf der Heiden;
Röslein wehrte sich und stach,
Half ihm doch kein Weh und Ach,
Musste es eben leiden.
Röslein, Röslein, Röslein rot,
Röslein auf der Heiden.

## Traduzione
Vide un ragazzo una rosellina,
rosellina della landa,
era così giovane, bella come il mattino,
corse svelto per guardarla da vicino,
e la sua gioia fu tanta.
Rosellina, rosellina rossa,
rosellina della landa.
Il ragazzo disse: «Ti coglierò,
rosellina della landa!».
Rosellina disse: «Io ti pungerò,
così che tu pensi sempre a me,
non subirò la tua bravata».
Rosellina, rosellina rossa,
rosellina della landa.
E il rude ragazzo colse
la rosellina della landa;
La rosellina si difese e punse,
ma furono vani pianti e lamenti,
dovette subire e basta.
Rosellina, rosellina rossa,
rosellina della landa.